# Teuvo Pakkala

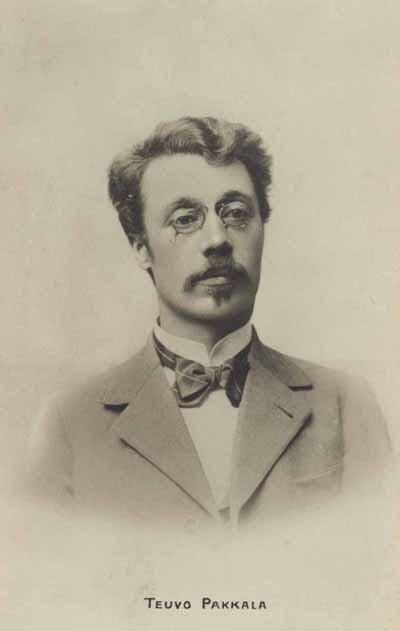
Teuvo Pakkala (1890)

Teuvo Pakkala (eigentlich Theodor Oskar Frosterius; * 9. April 1862 in Oulu; † 7. Mai 1925 in Kuopio) war ein finnischer Schriftsteller.

## Leben
Pakkala war der Sohn eines Goldschmieds. Er studierte zwischen 1884 und 1888 in Helsinki und arbeitete anschließend als Journalist und Verlagslektor. Ab 1907 war er Lehrer für finnische und französische Sprache in Kokkola.
Alexander Kielland und Jonas Lie beeinflussen das Frühwerk Pakkalas. Seine Geschichten für Kinder avancierten bis heute zu Klassikern der finnischen Kinderliteratur. Erfolgreich war Pakkala auch mit seinem Schaffen für das finnische Nationaltheater.

## Werke
- Elsa (1894)
- Lapsuuteni muistoja (1885)
- Pikku ihmisiä (1913)
- Vaaralla (1891)